# Дочери американской революции
«Дочери американской революции» (англ. Daughters of the American Revolution, сокр. DAR) — общественная некоммерческая организация в США, основанная на родословной женщин, которые происходят напрямую от граждан страны, участвовавших в усилиях Соединённых Штатов по достижению независимости. Её девиз — «Бог, дом и страна» («God, Home, and Country»).
Членство в организации ограничено прямыми потомками людей революционного периода, которые помогали делу независимости США. Кандидаты должны достичь 18-летнего возраста. В настоящее время организация насчитывает более 185 000 действующих членов в США и других странах.

## История

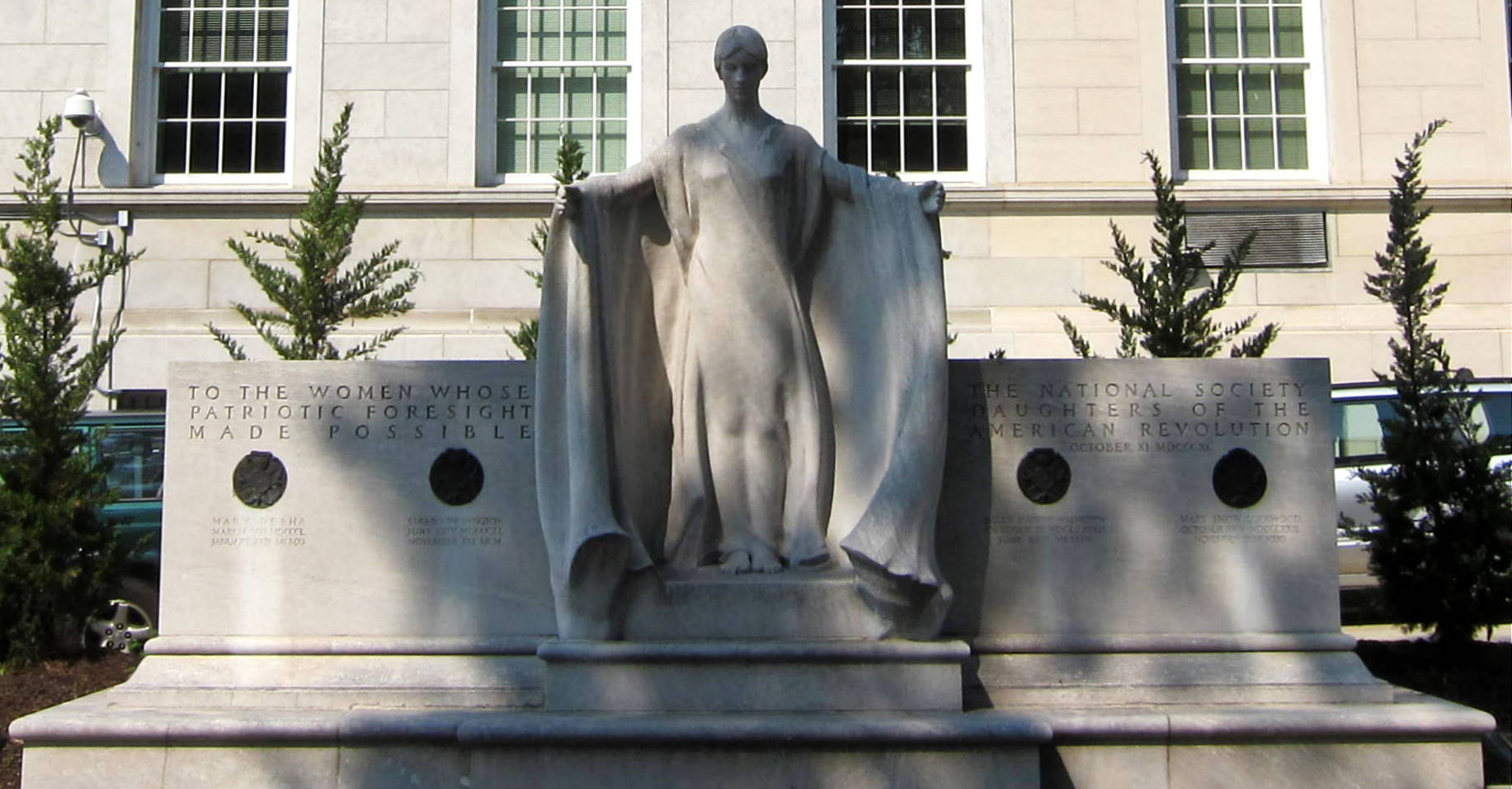
Памятник «Основатели Дочерей американской революции»

В 1889 году отмечалось столетие инаугурации президента США Джорджа Вашингтона, и американцы искали дополнительные способы признания своего прошлого. В результате, в связи с возрождением интереса к истории Соединённых Штатов, были основаны многочисленные патриотические общества.
Когда в июле 1890 года, организация Сыновей американской революции отказалась женщинам присоединиться к их сообществу, Мэри Смит Локвуд опубликовала в The Washington Post историю патриотки Ханны Арнетт. Сразу же после этого Уильям Макдауэлл, правнук Ханны Арнетт, написал там же статью, в которой предлагал помощь в формировании общества, известного сегодня как «Дочери американской революции». Первое собрание созданного общества состоялось 9 августа 1890 года.
Первое отделение DAR было организовано 11 октября 1890 года в Strathmore Arms — доме Мэри Локвуд, ставшей одной из четырёх соучредителей этой организации. Другими основателями стали: Юджиния Вашингтон — правнучатая племянница Джорджа Вашингтона, Эллен Уолворт — писательница и юрист, а также Мэри Деша — правнучка Джозефа Деша.

Основатели организации
Мэри Смит Локвуд
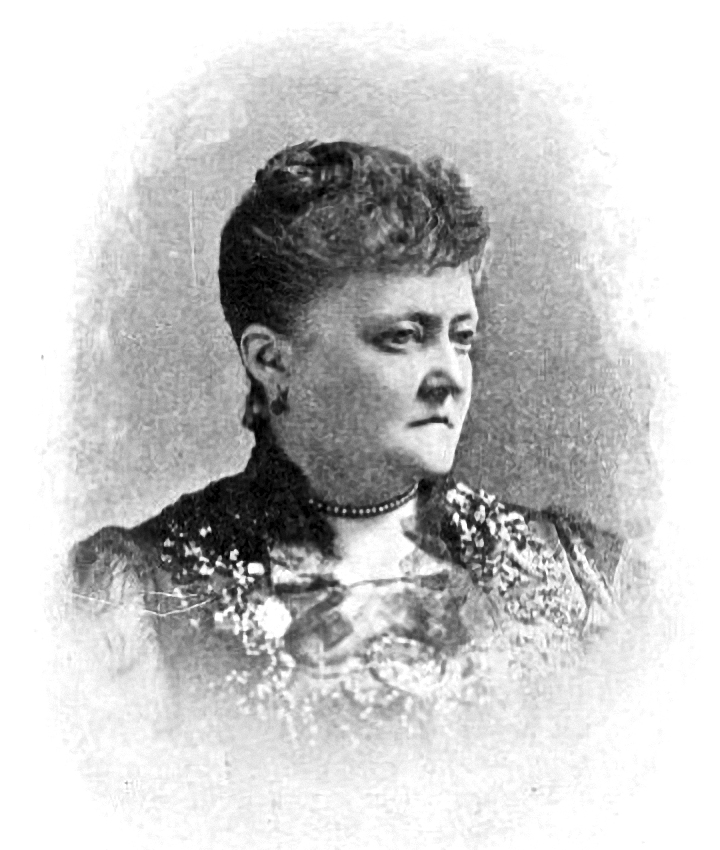
Юджиния Вашингтон
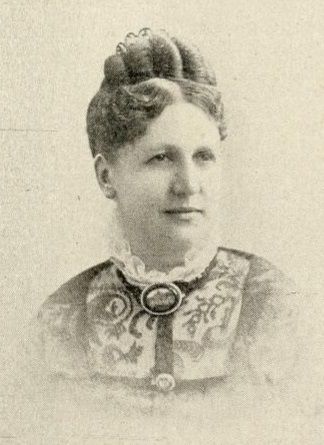
Эллен Уолворт
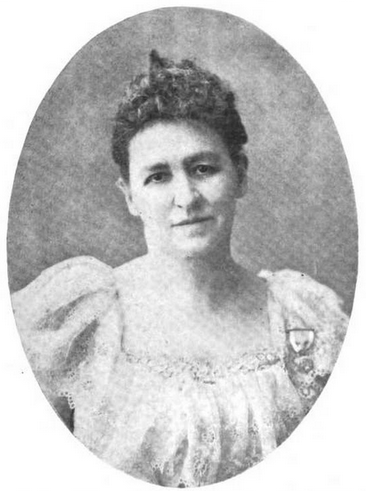
Мэри Деша

Первая леди — Кэролайн Харрисон — жена президента Бенджамина Харрисона, внесла свой вклад в создание организации и была её первым президентом. Она помогла в установить цели DAR, что было включено в Устав Конгресса в 1896 году.
В этот же период в США были основаны такие организации, как «Колониальные женщины Америки», «Мемориальное общество Мэри Вашингтон», «Объединение дочерей Конфедерации», «Сыновья ветеранов Конфедерации» и другие.

## Деятельность
Иерархия организации «Дочери американской революции» имеет три уровня: национальное общество, государственное общество и отделения общества (нижний уровень). Отделения могут быть организованы минимум 12 участниками, проживающих в населённом пункте. Каждое общество или отделение контролируется исполнительным советом, состоящим из различных должностных лиц.
Отделения DAR собрали средства для мероприятий по сохранению исторического наследия и патриотических усилий. Они устанавливали знаки на могилах ветеранов войны за независимость, участвовали в установке памятников сражениям и другим событиям и людям, сохраняли исторические дома и другие места, связанные с войной за независимость.
В 1890 году был создан музей «Дочерей американской революции», где в настоящее время хранится более 30 000 исторических реликвий периода с 1700 по 1850 год. В 1896 году была основана библиотека, открытая для публики после 1900 года. Члены DAR участвовали в Испано-американской и Первой мировой войнах. После Первой мировой войны пожертвовали более 130 000 долларов на поддержку 3600 французских сирот войны. Во время Второй мировой войны здания DAR были передано американскому Красному Кресту.
В настоящее время «Дочери американской революции» насчитывает более 180 000 членов примерно в 3000 отделениях в США и некоторых других странах. Нынешний генеральный президент организации (45-й по счёту) — Дениз ВанБурен — бывший специалист по связям с общественностью из Нью-Йорка (находится на пенсии). Известными участниками DAR были: Джейн Аддамс, Сьюзен Энтони, Клара Бартон, Мэри Бейкер-Эдди, Эулалия Испанская, Лиллиан Гиш, Грейс Хоппер, Анита Ньюком Макги, Бабушка Мозес, Элис Пол, Сара Чилдресс-Полк, Джэнет Рино, Эмили Роблинг, Джинджер Роджерс, Элеонора Рузвельт, Филлис Шлэфли и другие.